# حاجی‌آباد (دهستان آبادان)
حاجی‌آباد، روستایی در دهستان آبادان بخش دامن شهرستان ایرانشهر در استان سیستان و بلوچستان ایران است.

## جمعیت
بر پایه سرشماری عمومی نفوس و مسکن در سال ۱۳۹۵، جمعیت این روستا برابر با ۱۹۲ نفر (۵۲ خانوار) بوده‌است.